# Общее вече
«О́бщее ве́че» — революционная газета для народа, издававшаяся в 1862—1864 годах Вольной русской типографией А. И. Герцена и Н. П. Огарёва в Лондоне в качестве приложения к газете «Колокол».
Основным автором и редактором был Н. П. Огарёв. Также значительное участие принимал В. И. Кельсиев. Первый выпуск вышел 15 июля 1862 года как приложение к 141-му номеру «Колокола». Нумерация страниц была сплошная, сквозь все выпуски газеты. Первые четыре выпуска вышли объемом в один лист (восемь страниц) и стоимостью шесть пенсов, остальные объемом в один полулист (четыре страницы) и стоимостью три пенса. Газета стала первым нелегальным изданием для крестьян и городского мещанства.
В 1862 году популярность изданий Вольной типографии в России стала падать. «Колокол» был в основном газетой образованных читателей. Герцен и Огарёв решили сделать попытку расширить аудиторию и издавать «народную» газету. Целью издания, заявленной в первом выпуске, было соединить «всех даровитых, честно благу народа преданных людей всех сословий и всех толков на одно „Общее вече“».
Кельсиев, много занимавшийся в Вольной типографии вопросами старообрядчества и раскола, уделял особое внимание политическим аспектам раскола. Возникла идея вовлечь в революционную борьбу большое количество «раскольников», бывших в Российской империи подвергавшейся дискриминации социальной группой. Началась активная «борьба за старообрядца». Газета поднимала вопросы свободы вероисповедания, пропагандировала идеи русского общинного социализма. Много материалов посвящалось политической защите староверов, так что «Общее вече» часто называли «газетой для старообрядцев». Также в приложении перепечатывали статьи из «Колокола» излагая их более простым, доступным малообразованному читателю языком. Попытка агитации среди старообрядцев оказалась неудачной. Старообрядческий епископ Пафнутий, вернувшись после встречи с Герценом из Лондона в Россию, запретил староверам всякие сношения «с этими безбожниками».
Издание просуществовало недолго. С 15 июля 1862 года по 15 июля 1864 вышло 29 номеров. В 1964 году осуществлено переиздание текста «Общего вече» в составе факсимильного издания «Колокола» (десятый выпуск), подготовленного «Группой по изучению революционной ситуации в России конца 1850-х — начала 1860-х годов».